# 4 (musikalbum av Beyoncé)
4 är det fjärde studioalbumet av Beyoncé som släpptes den 29 juni 2011. Albumet gavs ut i standardutgåva och i deluxeutgåva.

## Låtlista
1. 1+1 (Terius Nash, Christopher Stewart och Beyoncé)
2. I Care (Jeff Bhasker, Chad Hugo och Beyoncé)
3. I Miss You (Shea Taylor, Frank Ocean och Beyoncé)
4. Best Thing I Never Had (Kenny Edmonds, Antonio Dixon, Beyoncé, Patrick Smith, Shea Taylor, Larry Griffin Jr och Caleb McCampbell)
5. Party med André 3000 (Kanye West, Jeff Bhasker, Beyoncé, André 3000, Dexter Mills, Douglas Davis och Ricky Walters)
6. Rather Die Young (Jeff Bhasker, Luke Steele och Beyoncé)
7. Start Over (Shea Taylor, Beyoncé och Ester Dean)
8. Love On Top (Beyoncé, Shea Taylor och Terius Nash)
9. Countdown (Terius Nash, Shea Taylor, Beyoncé, Ester Dean, Cainon Lamb, Julie Frost, Michael Bivins, Nathan Morris och Wanya Morris)
10. End Of Time (Beyoncé, Terius Nash, Shea Taylor och David Taylor)
11. I Was Here (Diane Warren)
12. Run The World (Girls) (Terius Nash, Beyoncé, Wesley Pentz, David Taylor, Adidja Palmer och Nick van de Wall)

## Japansk bonuslåt
13. Dreaming (Kenny Edmonds, Antonio Dixon, Beyoncé och Patrick Smith)

## Deluxe edition bonus CD
1. Lay Up Under Me (Beyoncé, Sean Carrett, Mikkel Eriksen, Tor Erik Hermansen och Shea Taylor)
2. Schoolin' Life (Beyoncé, Terius Nash, Shea Taylor och Carlos McKinney)
3. Dance For You (Beyoncé, Terius Nash och Christopher Stewart)
4. Run The World (Girls) (Kaskade Club Remix) (Terius Nash, Beyoncé, Wesley Pentz, David Taylor, Adidja Palmer och Nick van de Wall)
5. Run The World (Girls) (Red Top Club Remix) (Terius Nash, Beyoncé, Wesley Pentz, David Taylor, Adidja Palmer och Nick van de Wall)
6. Run The World (Girls) (Jochen Simms Club Remix) (Terius Nash, Beyoncé, Wesley Pentz, David Taylor, Adidja Palmer och Nick van de Wall)

## Singlar
- Run The World (Girls) (Släpptes den 21 april 2011)
- 1+1 (Släpptes den 25 maj 2011)
- Best Thing I Never Had (Släpptes den 1 juni 2011)
- Countdown (Släpptes 4 oktober 2011)
- Party med André 3000 eller J Cole (Släpptes 24 oktober 2011)
- Love On Top (Släpptes 11 december 2011)
- I Care (Släpptes 23 mars 2012)
- End Of Time (Släpptes 28 mars 2012)